# 武隈光希
武隈 光希（たけくま みつき、1997年10月21日 - ）は、テレビ朝日のアナウンサー。

## 来歴
鹿児島県鹿児島市出身。鹿児島県立鶴丸高等学校、東京大学文学部卒業後、2022年4月入社。同期入社は鈴木新彩。大学時代、元フジテレビアナウンサー山本賢太と同じく佐伯アナウンススクールに通っていた。2023年2月14日、グラビアモデルの奥山かずさと結婚。2023年8月には、第1子となる男児が誕生。

## 人物・エピソード
- 大学時代は硬式野球部に所属[3]。東大野球部からの民放キー局のアナウンサーは喜入友浩（2017年TBS入社）に次ぐ2人目となる[6]。趣味はピアノ・筋トレ・ゴルフ[7]。

## 出演
| 期間       | 期間      | 番組名                 | 役職                                                                                |
| ---------- | --------- | ---------------------- | ----------------------------------------------------------------------------------- |
| 2022年10月 | 現在      | グッド!モーニング      | 平日リポーター ※いずれも2024年9月まで月〜木曜日担当、同年10月から月〜水・日曜日担当 |
| 2023年6月  | 現在      | ワールドプロレスリング | 実況担当                                                                            |
| 2023年10月 | 2024年9月 | サンデーLIVE!!         | サブキャスター                                                                      |
| 2024年4月  | 現在      | グッド!モーニング      | 木～土曜日スポーツキャスター                                                        |
| 2024年10月 | 現在      | 有働タイムズ           | 進行キャスター                                                                      |